# أغوزكتي (بايين خيابان ليتكوة)
أغوزکتي (بالفارسية: آغوزکتی) هي قرية تقع في إيران في قسم بایین خیابان لیتکوة الريفي. يقدر عدد سكانها بـ 322 نسمة بحسب إحصاء 2016.